# Ta-Ke
Ta-Ke, in der Eigenschreibweise TA-KE, ist ein strategisches Brettspiel des Spieleautors Arve D. Fühler für zwei Personen. Das Spiel erschien 2017 bei dem deutschen Spieleverlag HUCH!. Thematisch versuchen die beiden Spieler jeweils in der Rolle des japanischen Shōgun, durch geeignete Personen am Hof den größtmöglichen Einfluss im Land zu bekommen.

## Thema und Ausstattung
Bei dem Spiel handelt sich um ein Brettspiel, bei dem die beiden Mitspieler durch den taktischen Einsatz mit Personenchips verschiedener Farben im Innenhof ihres Palastes möglichst viele Punkte erreichen müssen.
Das Spielmaterial besteht neben der Spielanleitung aus:
- einem Spielplan mit einem zentralen Audienzsaal, jeweils einem Innenhof pro Spieler und einer Punktezählleiste in Form eines Gartenpfads in einem japanischen Garten an der Spielplanseite,
- 35 Personenchips, jeweils sieben mit dem Porträt eines Daimyō (orange), eines Rōnin (blau), einer Geisha (violett), eines Ninja (schwarz) und eines Samurai (grau),
- 5 weißen Geistersteinen,
- 2 Spielermarkern und
- einem Stoffbeutel.

## Spielweise
Zur Spielvorbereitung wird der Spielplan in der Mitte des Tisches zwischen die beiden Spieler gestellt. Jeder Spieler wählt eine Spielermarkerfarbe und stellt diese an den Start der Zählleiste. Alle Personenchips werden in den Stoffbeutel gegeben und darin gut gemischt, danach ziehen die Spieler abwechselnd je einen Chip und legen diese auf die dafür vorgesehenen Felder im Audienzsaal in der Mitte des Spielplans. Die Stapel werden, beginnend beim Samurai-Feld, auf jeweils sieben Chips aufgefüllt. Dabei dürfen nie drei Chips des gleichen Typs in einem Stapel übereinander liegen.
Beginnend mit einem Startspieler kommen die beiden Spieler abwechselnd zum Zug und führen pro Zug jeweils vier Aktionen durch. Zu Beginn jedes Zuges dürfen die Spieler die Eigenschaften der vor ihnen liegenden Personen durchführen (entfällt im ersten Zug). Dabei darf jeder Spieler jeden Charakter nur einmal pro Zug und jeden Chip nur einmal im Spiel benutzen. Um die Eigenschaft einer Person zu nutzen, muss ein Spieler immer mindestens einen Chip der jeweiligen Person an der untersten Position in seiner entsprechenden Reihe haben. Er wählt die Person und die Aktion aus und schiebt den Chip von der untersten auf die mittlere Reihe der Auslage. Die Charaktereigenschaften der Personen sind in der folgenden Tabelle dargestellt:
| Karte   | Farbe   | Eigenschaft                                                                                   | Punktewertung                                    |
| ------- | ------- | --------------------------------------------------------------------------------------------- | ------------------------------------------------ |
| Daimyō  | orange  | Bis zu drei Samurai dürfen beliebig neu in den Spalten des eigenen Innenhofs verteilt werden. | 2 in der unteren Reihe, 1 in der mittleren Reihe |
| Rōnin   | blau    | Ein Geisterstein darf beliebig versetzt, eingebracht oder wieder zurückgelegt werden          | 2 in der unteren Reihe, 1 in der mittleren Reihe |
| Geisha  | violett | Ein freiliegender Personenchip darf von einem auf einen anderen freien Stapel gelegt werden.  | 2 in der unteren Reihe, 1 in der mittleren Reihe |
| Ninja   | schwarz | Der Spieler darf einen beliebigen Personenchip mit Ausnahme des Ninja des Gegners nutzen.     | 1 in der unteren Reihe, 0 in der mittleren Reihe |
| Samurai | grau    | keine eigene Aktion                                                                           | +1 für die entsprechende Personenwertung         |

Nachdem ein Spieler die Eigenschaften seiner Chips genutzt hat, nimmt er den obersten Personenchip von einem beliebigen freien (noch nicht mit einem Geisterchip abgedeckten) Personenstapel im Audienzsaal. Auf den Stapel oder später das freie Feld legt er danach einen noch nicht genutzten Geisterstein. Steht dem Spieler zu Beginn seines Zuges kein freier Stapel mehr zur Verfügung, entfernt er alle Geistersteine und kann danach einen Stapel wählen. Den aufgenommenen Chip legt er in die entsprechende Reihe seines Audienzsaals, wobei alle Chips mit Ausnahme des Samurai auf die jeweils unterste Reihe abgelegt werden. Ein Samurai wird in der obersten Reihe platziert. Bei der Ablage können sowohl in der jeweils untersten Personenreihe wie auch in der Samurai-Reihe mehrere Chips aufeinander liegen.
Sobald der Chip abgelegt wurde, erfolgt eine Wertung für beide Spieler. Der „Einfluß am königlichen Hof“ ergibt sich dabei aus der Auswertung der durch das Nehmen des Chips freigelegten Person (bei einem leeren Stapel das darunterliegende Feld) im Audienzsaal aus der Summe der Personen dieses Typs im Audienzsaal, der Summe aller Werte der entsprechenden Personen im jeweiligen Audienzsaal und der Anzahl der Samurai in der entsprechenden Personenreihe. Die Punkte werden durch den Spielermarker auf dem Gartenweg markiert.
Das Spiel endet, wenn der letzte Personenchip aus dem Audienzsaal genommen und gewertet wurde. Gewinner ist der Spieler mit den meisten Punkten nach der letzten Wertung.

## Entwicklung und Rezeption
Das Spiel TA-KE wurde von dem deutschen Spieleautor Arve D. Fühler entwickelt und 2017 von dem deutschen Verlag HUCH! in einer multilingualen Version veröffentlicht. Die Veröffentlichung des Spiels war ursprünglich zur Nürnberger Spielwarenmesse im Januar 2017 geplant, verzögerte sich jedoch bis zum September 2017.

## Belege
1. 1 2 3 4 5 6 7  Spielanleitung TA-KE (Memento des Originals vom 8. Dezember 2017 im Internet Archive)  Info: Der Archivlink wurde automatisch eingesetzt und noch nicht geprüft. Bitte prüfe Original- und Archivlink gemäß Anleitung und entferne dann diesen Hinweis. auf der Website von HUCH! / Hutter Trade; abgerufen am 8. Dezember 2017.
2. ↑  Versionen von TA-KE in der Spieledatenbank BoardGameGeek (englisch); abgerufen am 8. Dezember 2017.
3. ↑  10 Fragen an Arve D. Fühler (Memento des Originals vom 8. Dezember 2017 im Internet Archive)  Info: Der Archivlink wurde automatisch eingesetzt und noch nicht geprüft. Bitte prüfe Original- und Archivlink gemäß Anleitung und entferne dann diesen Hinweis., Interview vom 16. Juli 2016; abgerufen am 8. Dezember 2017.